# Торошелідзе Малакія Георгійович
Малакія Георгійович Торошелідзе (15 березня 1880, село Схвава, тепер Амбролаурського муніципалітету, Грузія — розстріляний 9 липня 1937, місто Тбілісі, тепер Грузія) — грузинський радянський партійний і державний діяч, літератор, секретар ЦК КП(б) Грузії, заступник голови Ради народних комісарів Грузинської РСР, ректор Тифліського державного університету.

## Біографія
Народився в селянській родині.
Член РСДРП(б) з 1902 року.
У 1910 році закінчив юридичний факультет Женевського університету (Швейцарія), повернувся до Тифлісу і включився в революційну діяльність. Був членом редакцій більшовицьких газет «Бій» та «Кавказький робітник».
З 1919 року — член Центрального правління споживчої кооперації Грузії; член Кавказького крайового комітету РКП(б).
У березні — вересні 1921 року — член Батумського обласного революційного комітету.
З 7 березня 1922 року — голова Вищої ради народного господарства Грузинської РСР.
У квітні — жовтні 1922 року — секретар ЦК КП(б) Грузії.
З 4 липня 1922 року — заступник голови Вищої Економічної Ради Закавказької РФСР.
З вересня 1922 року — член правління Закавказької залізниці.
У 1922—1924 роках — голова правління Центральної спілки споживчої кооперації Грузинської РСР («Цекавширі»).
Потім — голова Державної планової комісії при Раді народних комісарів Закавказької РФСР.
У вересні 1928 — вересні 1930 року — ректор Тифліського державного університету.
У 1931—1934 роках — заступник голови Ради народних комісарів Грузинської РСР і голова Державної планової комісії Грузинської РСР.
У 1934—1935 роках — директор Грузинської філії Інституту Маркса – Енгельса – Леніна при ЦК ВКП(б). Одночасно працював викладачем діалектичного матеріалізму Тифліського державного університету
З 1934 року — голова Спілки радянських письменників Грузії.
Делегат І Всесоюзного з'їзду радянських письменників (1934), де виступив із доповіддю про грузинську літературу. На думку деяких дослідників Торошелідзе був справжнім автором книги «До питання історії більшовицьких організацій Закавказзі» (1935), яка була надрукована як дослідження Лаврентія Берії.
У червні — вересні 1936 року — народний комісар освіти Грузинської РСР.
Заарештований 9 вересня 1936 року органами НКВС Грузинської РСР як троцькіст. 9 липня 1937 року розстріляний. 
10 березня 1956 року посмертно реабілітований постановою Верховного суду Грузинської РСР.